# Ada d'Amazonie
Espèce
Répartition géographique
Statut de conservation UICN

 LC  : Préoccupation mineure
L'Ada d'Amazonie (Knipolegus poecilocercus) est une espèce d'oiseau de la famille des Tyrannidae. 

## Répartition
Son aire s'étend le long des rivages de la forêt amazonienne et de la Colombie au Guyana.

## Habitat
Son habitat naturel est les zones tropicales ou subtropicales de marais.